# Вершина (Вожегодский район)
Вершина — деревня в Вожегодском районе Вологодской области.
Входит в состав Бекетовского сельского поселения, с точки зрения административно-территориального деления — в Бекетовский сельсовет.
Расстояние по автодороге до районного центра Вожеги — 67 км, до центра муниципального образования Бекетовской — 15 км. Ближайшие населённые пункты — Семёновская, Баркановская, Мигуевская.
По переписи 2002 года население — 7 человек. По последним сведениям численность населения составляет 0 человек.